# Muchavets
Muchavets (vitryska: Мухавец) är ett vattendrag i Belarus.   Det ligger i voblasten Brests voblast, i den västra delen av landet, 300 km sydväst om huvudstaden Minsk.
Runt Muchavets är det i huvudsak tätbebyggt. Runt Muchavets är det ganska tätbefolkat, med 207 invånare per kvadratkilometer.